# Józef Boretti

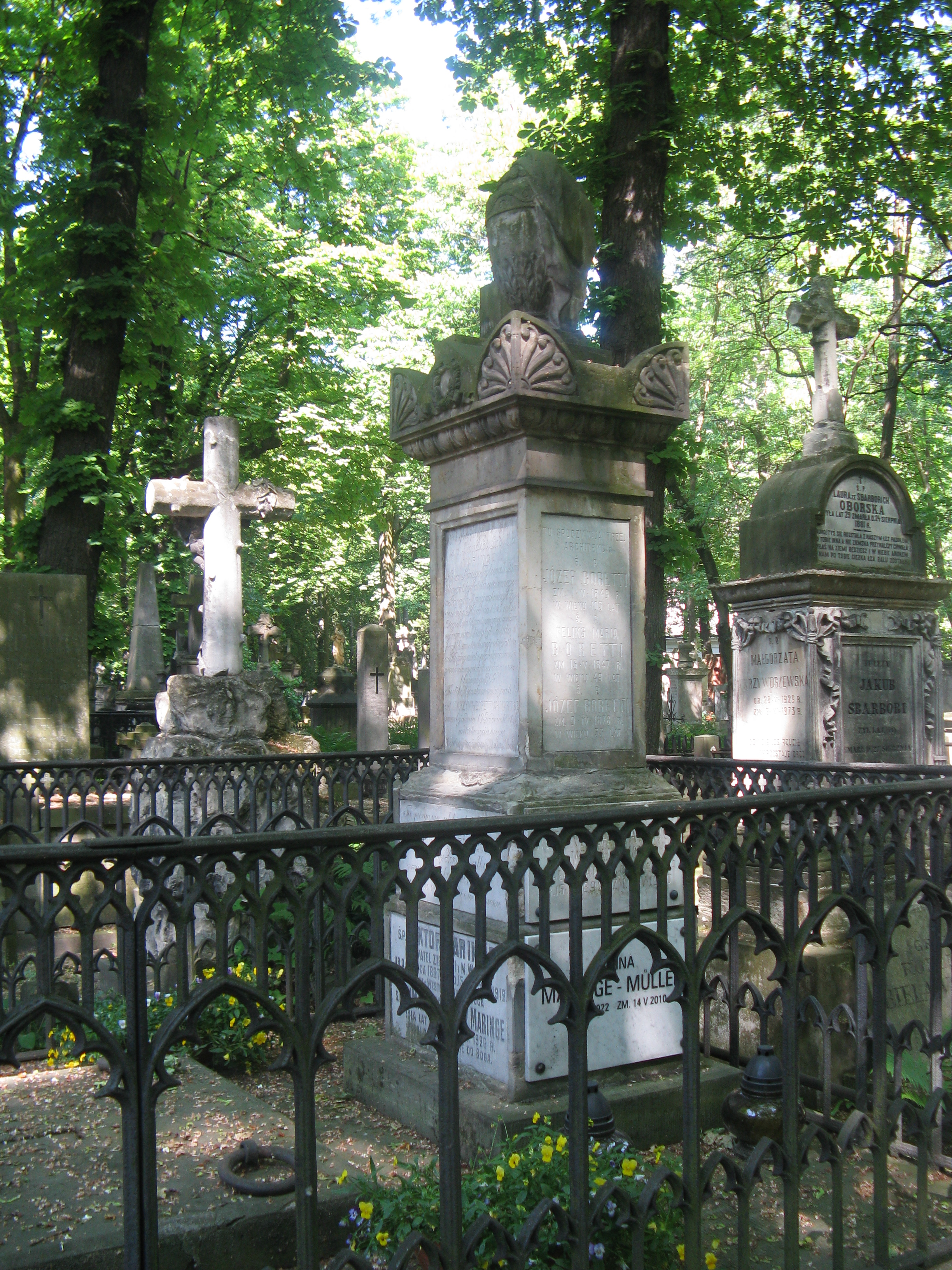
Grób rodzinny Feliksa i Józefa Borettich na cmentarzu Powązkowskim

Giuseppe (Józef) Boretti (ur. 1746 w Inzago w Lombardii, zm. 1 maja 1849 w Warszawie) – włoski budowniczy i architekt działający w Polsce.

## Życiorys
Józef Boretti przybył do Warszawy w 1787 za panowania Stanisława Augusta Poniatowskiego. Na początku mieszkał na Faworach (Żoliborzu) w dworku przy ulicy Zielonej. Następnie na Starym Mieście w kamienicy przy ulicy Kanonia pod numerem 87. Później postawił sobie własny dom przy Wójtowskiej pod numerem 1864. 
Jego brat Giovanni (Jan) Boretti (ur. 1753 w Inzago, zm. 2 maja 1833 w Wilnie) również osiadł i działał w Polsce, najpierw w Warszawie i to wcześniej od swojego brata bo od 1784. Jako mularz wsławił się stawianiem w roku 1786 pierwszych konduktorów, czyli przewodników elektrycznych w Warszawie na Zamku Królewskim, pod kierunkiem ks. Bystrzyckiego, astronoma królewskiego.
Bracia działali także razem w Wilnie w 1791, kiedy to od maja do września wyreperowali facjatę i pobielili cały kościół franciszkański NP Marii "na Piaskach". Józef powrócił do Warszawy, a Jan pozostał w Wilnie, gdzie m.in. brał udział w przebudowie kościoła św. Piotra i Pawła oraz wielu innych budowlach. 
Józef jako architekt, a zarazem przedsiębiorca budowlany, pracował między innymi przy przebudowie kościoła Franciszkanów w 1788, odnawianiu kolumny króla Zygmunta III Wazy w 1808, przy rozbudowie Uniwersytetu Warszawskiego. Był dostawcą przy budowie Modlina. Pod koniec życia (żył 103 lata) kupił parcelę w okolicach ulicy Siennej. Został pochowany na Powązkach w grobowcu rodzinnym Borettich i Maringe'ów (kwatera 4-1-29). Córka Józefa, Elżbieta Katarzyna wyszła z mąż za oficera wojsk napoleońskich, osiadłego po kampanii 1812 r. w Warszawie Leonarda Ludwika Maringe (1782–1845).
Żonaty był z Barbarą Rynkiewicz właś. Barbara Hrynkiewicz (ur. 1773 w Grodnie, zmarła 27 sierpnia 1837 w Warszawie).
Dla niej to mąż pobudował istniejący do dzisiaj ww. grobowiec na Powązkach.
Mieli dziewięcioro dzieci: 
- Wiktorię Mariannę (1794-?) urodzoną w Wilnie
- Feliksa Jana Marię (1798–1847)
- Elżbietę Katarzynę (1800–1871)
- Mariannę Apollonię (1804–1870) – mąż Gabriel Bonifacy Witkowski architekt, budowniczy województwa mazowieckiego
- Izabellę Augustę Xawerę Alojzynę Karolinę Antoninę Barbarę Klementynę (ośmiorga imion) (1808–1892)
- Petronellę (1810–1840) – mąż Ludwik Florenty Betcher (Bethier) architekt, budowniczy województwa mazowieckiego
- Anielę Józefę (1813–?)
- Józefa Antoniego Juliana (1817–1818)
- Joannę Józefę (1820–1865)

## Literatura dodatkowa
- Władysław Tatarkiewicz: Boretti Józef. W: Polski Słownik Biograficzny. T. 2: Beyzym Jan – Brownsford Marja. Kraków: Polska Akademia Umiejętności – Skład Główny w Księgarniach Gebethnera i Wolffa, 1936, s. 324–325. Reprint: Zakład Narodowy im. Ossolińskich, Kraków 1989, ISBN 83-04-03291-0